# Žinkovy
Žinkovy (německy Schinkau, zastarale Zinkau) jsou městys v okrese Plzeň-jih v Plzeňském kraji. Leží necelých sedm kilometrů západně od Nepomuku. Žije zde 853 obyvatel.

## Historie
První lidé prošli krajinou přibližně před 4 tisíci lety. Poté si místo na kopci, které se dnes nazývá Obrovo hradiště vybrali Slované a osídlili jej. ještě dnes se zde nachází úlomky jejich práce a života. První písemná zmínka o obci (Sisencou, Sizinkou) pochází z roku 1177. Tehdy zde vládl Oldřich z Žinkov, předek pánů z Potštejna, vládnoucí na Potštejně do 15. století. Zříceninu hradu Potštejn lze nalézt ještě dnes.
Počátkem 16. století dochází k hospodářskému rozvoji díky panskému velkostatku. Roku 1684 potkaly Žinkovy špatné časy. Po vyhoření části Žinkov a kostela sv. Václava vznikly nové Žinkovy. Další požár zasáhl v roce 1783. V roce 1803 byl postaven vinopal, který pro poddané pálil kořalku. Také zde byl i pivovar. Páni z Klenové v 16. století vařili bílé pšeničné pivo a předkupní právo k němu měl panský statek. Díky tomu vznikla budova „panský dům“, který se stal zájezdním hostincem až do počátku 19. století a dnes se na jeho místě nachází hotel Zlatý jelen.
Žinkovský zámek se požárům vyhnul. Jeho historie sahá do roku 1559, kdy si Šebestián z Klenové postavil v Žinkovech dům. Ten stál v rovině a obklopoval ho vodní příkop, který čerpal zásoby ze žinkovského rybníka. V letech 1624–1642 byl na místo tvrze postaven nový zámek, který byl postupně dostavován do trojkřídlé barokní budovy. Zámecký areál je rozložen na břehu rybníka. Největšími změnami prošel po roce 1897, tehdy koupil Žinkovy architekt rytíř Karel Wesselý, který nechal zámek přestavět v romantické sídlo v duchu české renesance. Příkop byl zasypán a za zámkem vznikl park. Mezi poslední vlastníky patřil Jeroným hrabě z Colloredo-Mansfelda, od kterého zámek koupil roku 1916 Karel Škoda. Poté zámek přešel do vlastnictví ROH. Byl velmi často využíván pro rekreaci a od roku 1999 je zámek zase v soukromém vlastnictví. Realitní kancelář Svoboda & Williams ho spravovala v letech 2019 až 2025, kdy přešel do vlastnictví společnosti Lázně Poděbrady.

## Obyvatelstvo
| Rok            | 1869  | 1880  | 1890  | 1900  | 1910  | 1921  | 1930  | 1950  | 1961  | 1970  | 1980  | 1991  | 2001 | 2011 | 2021 |
| -------------- | ----- | ----- | ----- | ----- | ----- | ----- | ----- | ----- | ----- | ----- | ----- | ----- | ---- | ---- | ---- |
| Počet obyvatel | 1 573 | 1 677 | 1 546 | 1 609 | 1 498 | 1 517 | 1 368 | 1 224 | 1 213 | 1 055 | 1 031 | 1 042 | 931  | 896  | 861  |
| Počet domů     | 161   | 175   | 191   | 203   | 220   | 229   | 266   | 287   | 262   | 258   | 264   | 318   | 322  | 336  | 347  |

## Správa městyse
Dne 10. října 2006 byl obci vrácen status městyse.

### Části městyse
- Březí
- Čepinec
- Kokořov
- Žinkovy

### Symboly městyse
Znak byl městysi udělen rozhodnutím předsedy Poslanecké sněmovny Parlamentu České republiky dne 27. května 2004 a vlajka byla městysi udělena rozhodnutím předsedy PSP ČR dne 27. února 2004.

## Pamětihodnosti
- Východně od městečka se nad rybníkem Labuť nachází zřícenina hradu Potštejna založeného v polovině třináctého století pravděpodobně Půtou z Potštejna z rodu Drslaviců. Hrad zanikl v průběhu 15. století.[10]
- Obrovo hradiště (též Na Peklích) vzniklo již na konci doby bronzové. Později bylo obnoveno Slovany na konci osmého století a v desátém století opět zaniklo.[11]
- Novorenesanční zámek Žinkovy
- Kostel svatého Václava na náměstí od Františka Ignáce Prée
- Barokní sochařská výzdoba od Lazara Widemanna:
  - Socha Panny Marie Immaculaty[12]
  - výzdoba ohradní zdi areálu kostela svatého Václava
  - dřevěné sochy uvnitř kostela
- Fara[13]
- Škola[14]

### Další stavby
- Mlýn Žinkovy

## Osobnosti
- Josef Boháč Heřmanský (1893–1956), malíř
- Václav Jiskra (1881–1962), kontrabasista
- Josefína Kounicová (1881–1961), mecenáška
- Jiří Pomahač (1904–1981), sbormistr, dirigent a skladatel
- Vojtěch Pomahač (1874–1958), historik a spisovatel
- Ladislav Rada (1929–2021), malíř
- Adolf Šlégl (1855–1933), pedagog, archeolog, dramatik a publicista
- Emanuel Šrámek (1910–1992), armádní důstojník
- Miloslava Vrbová-Štefková (1909–1991), malířka

## Galerie

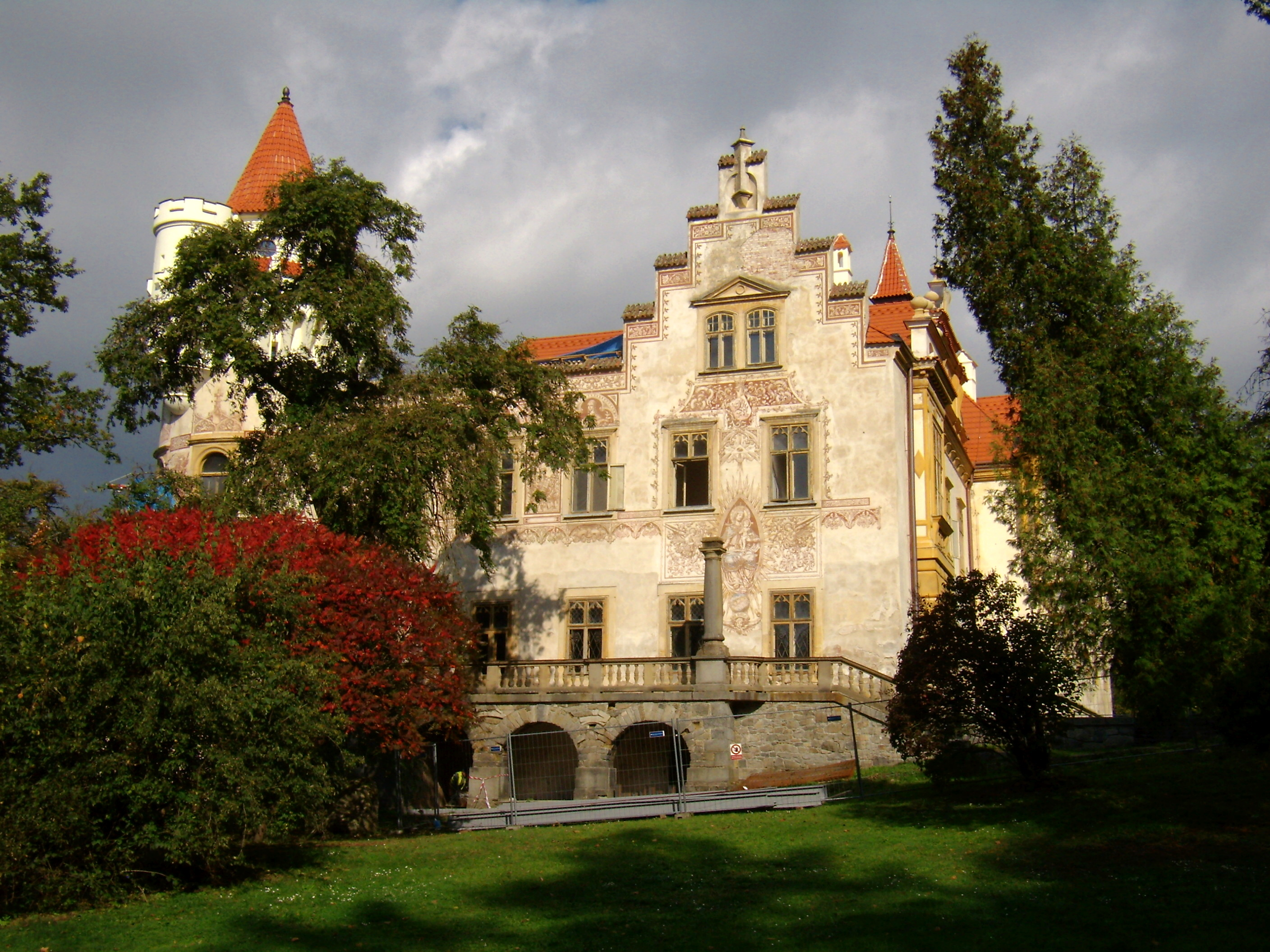
Zámek Žinkovy
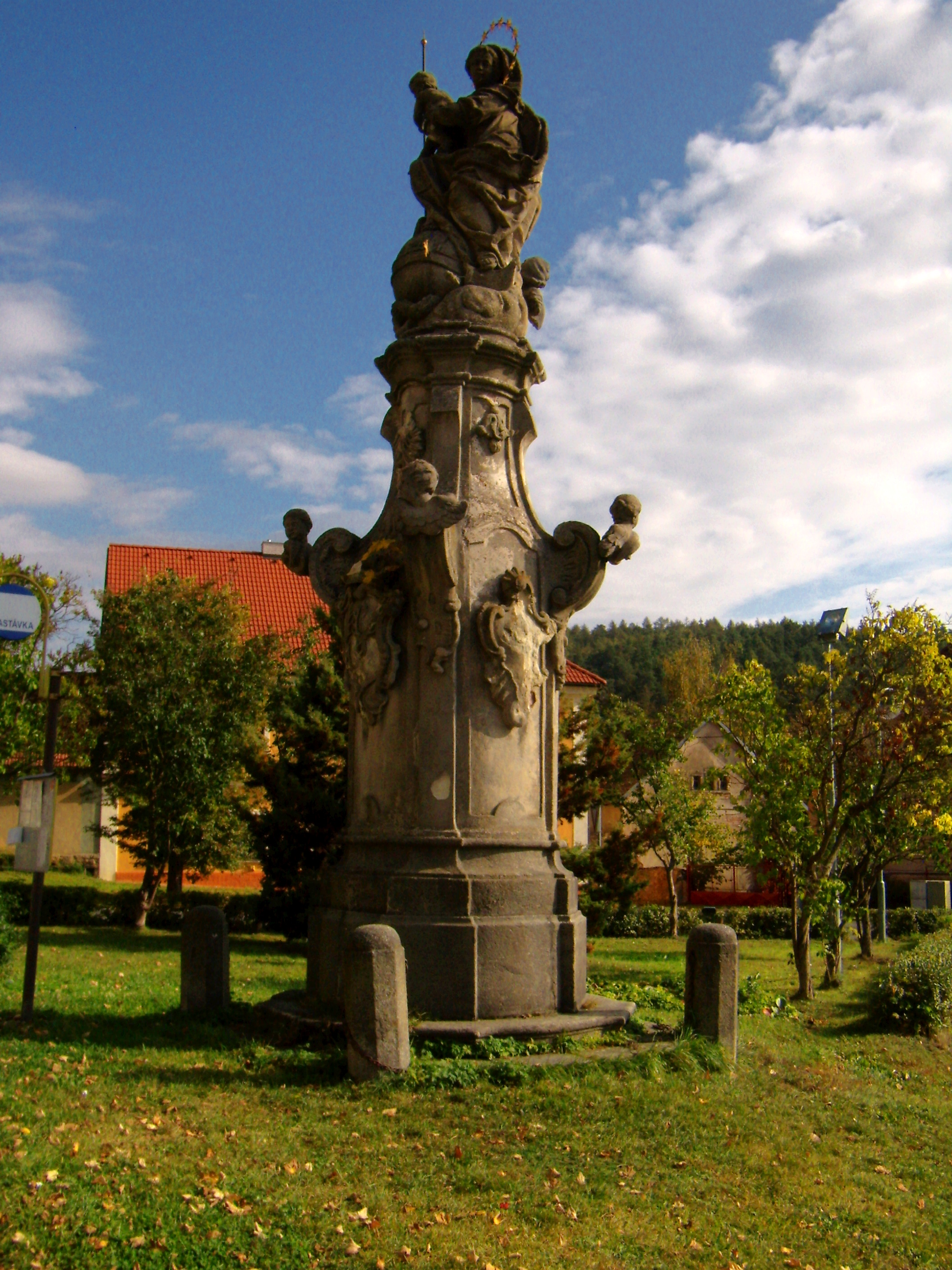
Mariánský sloup
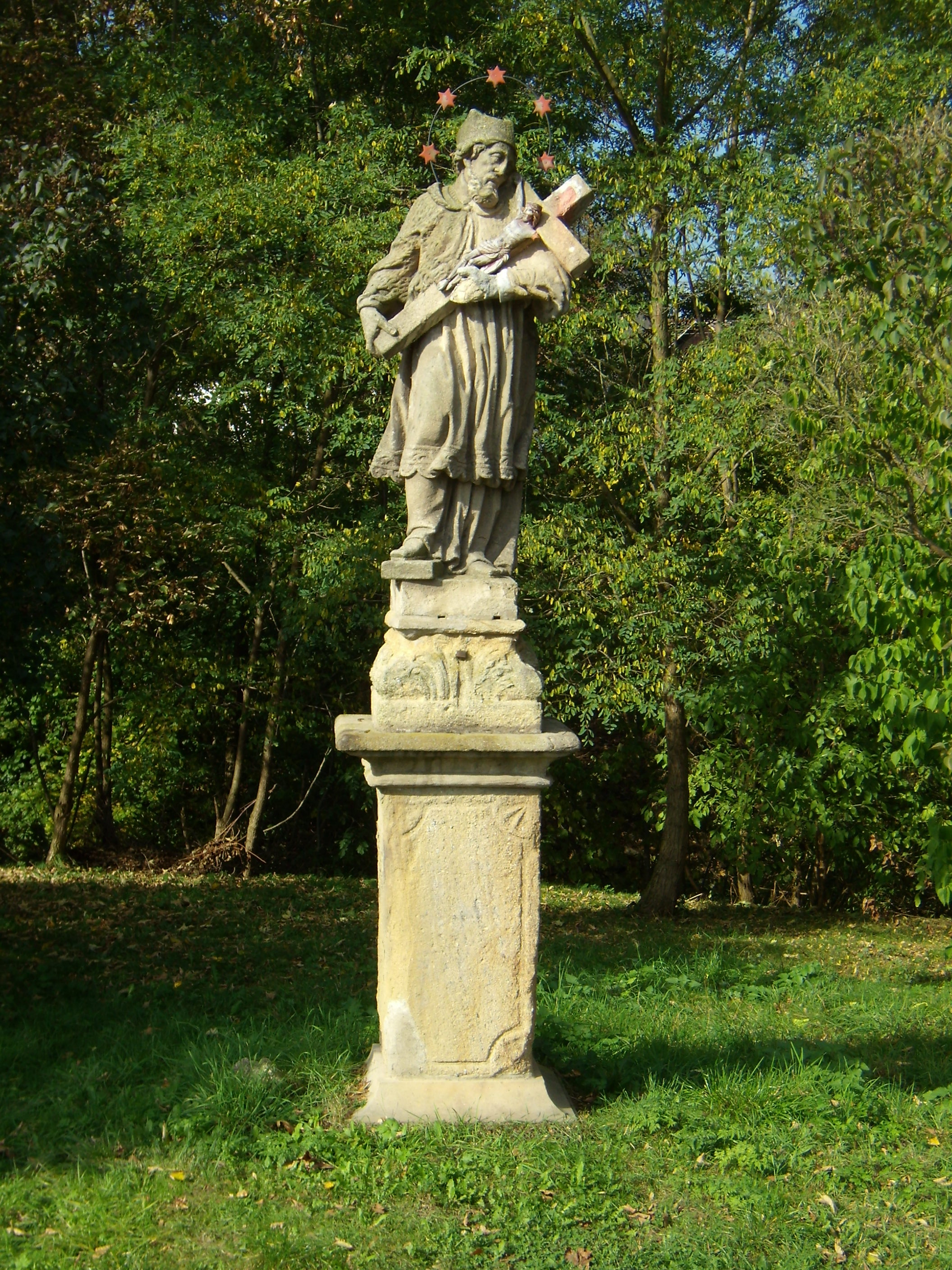
Socha svatého Jana Nepomuckého
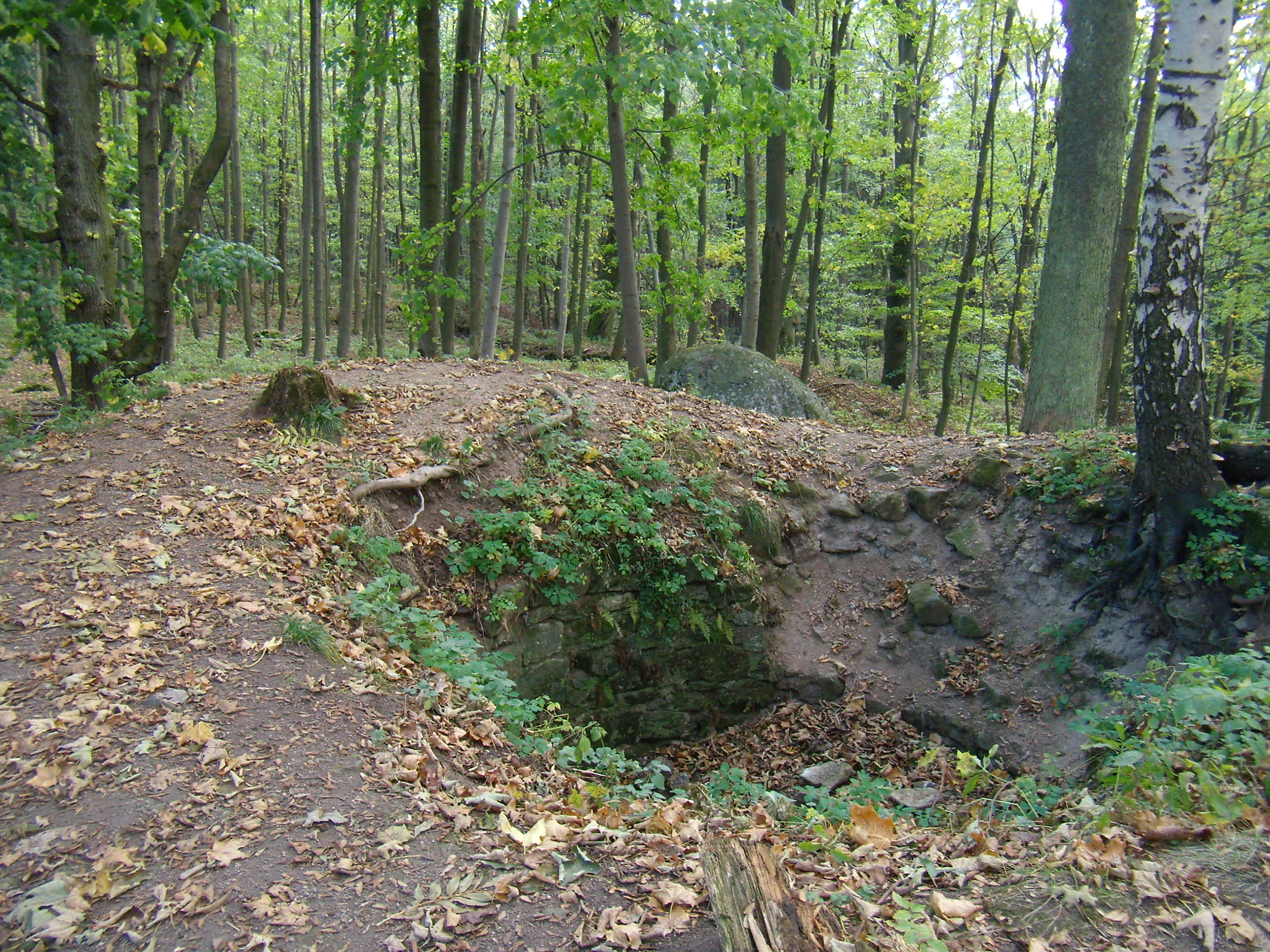
Zřícenina Potštejn
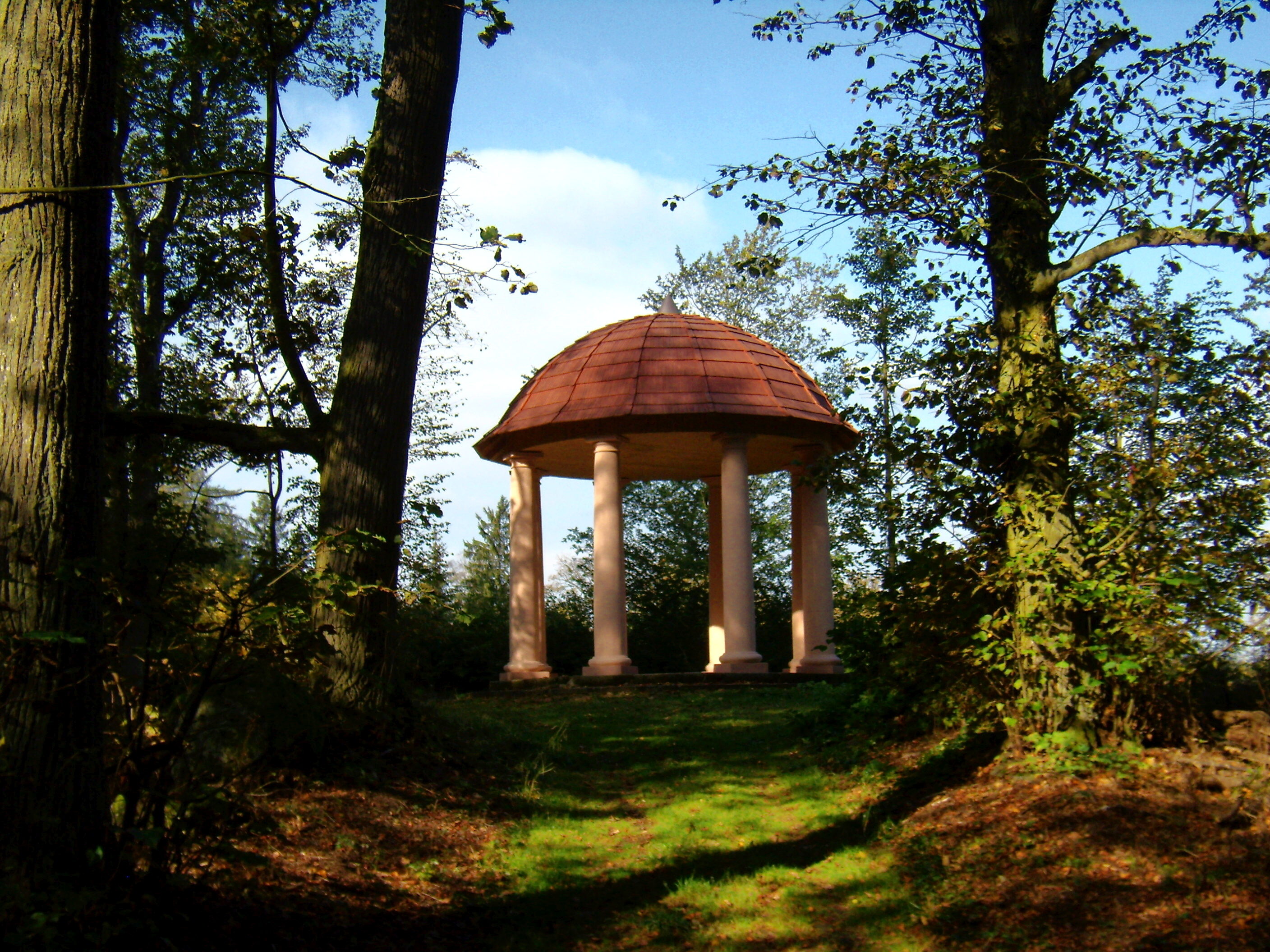
Žinkovský templ nad obcí